# Miłosz Magin

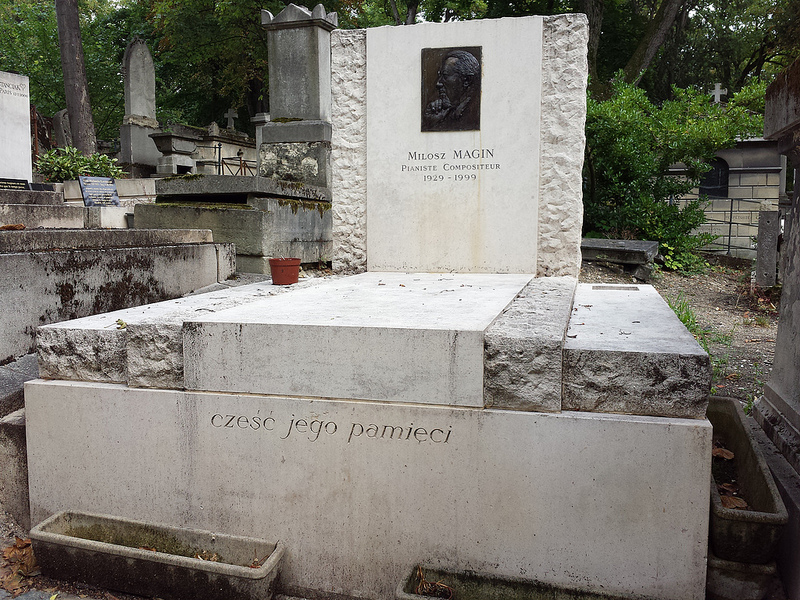
Grab von Miłosz Magin

Miłosz Magin (* 6. Juli 1929 in Łódź, Polen; † 4. März 1999 auf Bora Bora, Französisch-Polynesien) war ein polnisch-französischer Pianist und Komponist.

## Leben
Magin wuchs in Łódź auf. Er studierte von 1951 bis 1957 Klavier an der Fryderyk-Chopin-Musikakademie in Warschau in der Klasse von Margerita Trombini-Kazuro und Komposition bei Jan Adam Maklakiewicz und Kazimierz Sikorski. 1955 nahm er am Internationalen Chopin-Wettbewerb teil und erhielt eine Belobigung, 1957 wurde er sechster Preisträger beim Long-Thibaud-Wettbewerb in Frankreich und Drittplatzierter beim Vianna-da-Motta-Klavierwettbewerb in Lissabon.
Magin emigrierte 1957 mit seiner Frau nach Großbritannien, lebte bis 1959 in London und ließ sich 1960 dauerhaft in Frankreich, Paris nieder.
Magin, der regelmäßig konzertierte, erlitt 1963 bei einem Autounfall einen Bruch des linken Handgelenks mit einer andauernden Gefühllosigkeit der Finger. Er widmete sich in der Folge verstärkt seinem kompositorischen Werk und unterrichtete Klavier zwischen 1963 und 1973 am Conservatoire Russe de Paris Serge Rachmaninoff und von 1975 bis 1980 an der Université musicale internationale de Paris. In den Jahren 1992 bis 1997 war er Juror beim Internationalen Karol-Szymanowski-Wettbewerb in Łódź und gab Meisterkurse an der Musikakademie Łódź.
Im Jahr 1985 gründete Magin den Internationalen Miłosz Magin-Wettbewerb in Frankreich, der bis 2015 zweijährlich stattfand und programmatisch polnischen Kompositionen gewidmet war.
Magin nahm in den späten 1960er Jahren die Konzerttätigkeit wieder auf und spielte für Decca Records in den Folgejahren das Œuvre von Frédéric Chopin ein. Das polnische Label Polskie Nagrania Muza veröffentlichte 1992 Magins Konzert Nr. 3 für Klavier, Streichorchester und Schlagzeug mit dem Philharmonischen Orchester Łódź unter dem Dirigat von Wojciech Czepiel.
Magin starb während einer Konzertreise nach Bora Bora und wurde in Paris auf dem Friedhof Père-Lachaise bestattet.

## Kompositionen

### Klavierwerke

#### Klavier zu zwei Händen
- Scherzo (1948)
- Polka (1948)
- Danse de la sorcière (1948)
- Images d’enfantes (1952)
- Toccate, Choral und Fuge (1955)
- Fünf Preludien (1963)
- Triptyque polonais (1967)
- Sonate Nr. 1 (1968)
- Petite suite polonaise (1974)
- Sonate Nr. 2 (1981)
- Sonatine (1982)
- Images de Pologne (1982)
- Miniatures polonaises (1982)
- Petites danses polonaises (1987)
- Rondes enfantines (1987)
- Carnaval des poupées (1990)
- Sonate Nr. 3 (1990)
- Soirée dansante (1995)
- Les jouets enchantés (1996)
- Sonata Nr. 4 (1997)
- Tango (1997)

#### Klavier zu vier Händen
- Divertimento (1984)

### Orchesterwerke

#### Werke für Soloinstrument und Orchester
- Cracovienne für Klavier und Orchester (1950)
- Klavierkonzert Nr. 1 (1954)
- Concerto rustico für Violine (1975)
- Konzert Nr. 1 für Violoncello (1977)
- Konzert Nr. 2 für Violoncello (1980)
- Konzert für Klarinette (1990)

#### Andere Orchesterwerke
- Basilisk Ballett (1948–90)
- Polnische Rhapsody für Orchester (1963)
- Konzert Nr. 2 für Klavier, Streichorchester und Pauken (1964)
- Musique des morts für Streichorchester und Schlagzeug (1965)
- Polnische Suite für Orchester (1966)
- Sinfonie Nr. 1 für Streichorchester (1969)
- Konzert Nr. 3 für Klavier, Streichorchester und Schlagzeug (1970)
- Stabat Mater für Streichorchester und Schlagzeug (1972)
- Adagio für Streichorchester (1980)
- Sinfonie Nr. 2 für Streichorchester und Schlagzeug (1988)
- Konzert Nr. 4 für Klavier, Streichorchester und Pauken (1998)

### Kammermusik und weitere
- Polnische Caprice für Klarinette (1997)
- Andante für Violine und Klavier (1963)
- Vier Vocalises für Sopran und Klavier (1985)
- Vier Vocalises Transkription für Klarinette und Klavier (1985)
- Danses polonaises für Violine und Klavier (1994)
- Danses polonaises für Klarinette und Klavier (1994)